# Spilogona insularis
Spilogona insularis är en tvåvingeart som först beskrevs av Lamb 1909.  Spilogona insularis ingår i släktet Spilogona och familjen husflugor. Inga underarter finns listade i Catalogue of Life.